# 薬事法 (大韓民国)
薬事法（やくじほう／약사법／ヤクサポプ）は、大韓民国における薬事について規定し国民の保健向上に寄与することを目的とした法律（1963年法律第1491号）である。本法は、制定当時から2000年までは医薬品、医薬部外品、化粧品、医療機器を対象としてきたが、2000年に化粧品法が、2003年に医療機器法が制定され、定義、製造、輸入、販売等については、本法からそれぞれ化粧品法、医療機器法に移された。
本法では、医薬品・医薬部外品の許認可や取り扱い方法等について定めるほか、薬師（ヤクサ／약사）、韓薬師（ハンヤクサ／한약사）についても規定している。韓薬は、動物、植物又は鉱物から採取されたもので主に原形どおり乾燥や精製された生薬のことであり、これを「韓方原理」に従い調合したものを「韓薬製剤」という。韓薬師は韓薬・韓薬製剤を扱うことができる者として保健福祉部長官より免許を受けたものであり、大韓民国特有の資格である。
日本で2005年3月31日まで施行されていた薬事法と構成が類似しているが、韓国の薬事法には、日本の薬剤師法に相当する内容が盛り込まれている（薬師・韓薬師の規定）点が異なる。

## 構成
- 第1章　総則

法の目的、用語の定義などを規定している。
- 第2章　薬師及び韓薬師

薬師、韓薬師の資格と免許、薬師会・韓薬師会についての章である。大統領令に基づき、大韓薬師会が法人として設立されることがここで定められている。
- 第3章　薬事審議委員会

中央薬事審議委員会と地方薬事審議委員会の設置根拠規定である。中央薬事審議委員会は、保健福祉家族部長官、食品医薬品安全庁(KFDA)長の諮問に応じる。 
- 第4章　薬局及び調剤

薬局の開設や管理等について定めた章である。薬局には、必ず薬師若しくは韓薬師の配置が必要とされ、調剤は薬師又は韓薬師でなければおこなうことができない（医師、歯科医師は、例えば地域に薬局がない、災害時の救護の場合、等の例外的な場合に限り、調剤可能）。
- 第5章　医薬品等の製造・輸入

医薬品等の製造業や輸入の許認可、販売の規制について規定している。
- 第6章　医薬品の取り扱い

ここでは、医薬品の製法や品質などの適正を期すため、大韓薬典（韓国における薬局方）を保健福祉家族部長官が制定する旨、医薬品・医薬部外品の添付文書や容器等についての規定、誇大広告の禁止など広告についての規定が設けられている
- 第7章　監督

行政による医薬品・医薬部外品業者等への監督の規定である。
- 第8章　補則
- 第9章　罰則
- 附則

## 問題点
- 韓国においては、幹細胞の投与は研究段階にあるとして、同法により投与などが禁止されている。しかし日本などではこうした規定が定められた法律がないため、これに目をつけた韓国の医療機関が、日本の医療機関に幹細胞治療を斡旋している実態が明らかになっている[1]。